# William Harvey
William Harvey (1. dubna 1578, Folkestone – 3. června 1657, Roehampton) byl anglický lékař, který je známý svým objasněním krevního oběhu v lidském těle a rovněž tím, že odmítl teorii samoplození.

## Život
William Harvey byl nejstarší z devíti dětí váženého občana města Folkestone Thomase Harveyho a jeho manželky Joan. Po absolvování střední školy v Canterbury se v roce 1593 zapsal na Gonville and Caius College univerzity v Cambridgi. Promoval v roce 1597 s titulem bakaláře umění (Baccalaureus artium). V letech 1599–1602 studoval medicínu na univerzitě v Padově v Itálii, kde v té době působil proslulý chirurg a anatom Hieronymus Fabricius, který jako první studoval funkci žilních chlopní. V dubnu 1602 Harvey získal titul doktora medicíny.
V roce 1604 se vrátil do Anglie, na univerzitě v Cambridgi mu byl udělen titul doktora medicíny. Přijal místo v londýnské nemocnici sv. Bartoloměje, kde od roku 1609 zastával funkci vedoucího lékaře. V roce 1607 se Harvey stal členem Královské lékařské společnosti (Royal College of Physicians). Oženil se s Elizabeth Browneovou, dcerou osobního lékaře královny Alžběty I. V roce 1608 byl jmenován na dvůr krále Jakuba I. a po jeho smrti v roce 1625 také osobním lékařem jeho nástupce Karla I. , se kterými se přátelil a kteří velkoryse podporovali jeho výzkum. Harvey přednášel fyziologii a anatomii od roku 1615. Zabýval se studiem různých životních funkcí, především oběhových, a již v roce 1616 představil svou teorii pohybu krve na přednášce před Královskou lékařskou společností. Dalších dvanáct let pracoval na jejím zdokonalení a potvrzení pomocí řady experimentů na zvířatech. V roce 1628 své poznatky zveřejnil v latinsky psaném spise nazvaném Anatomické cvičení o pohybu srdce a krve u zvířat (Exercitatio Anatomica De Motu, Cardis et Anquinis in Animalibus). Kniha v rozsahu 72 stran byla vydána ve Frankfurtu a Harvey ji věnoval králi Karlu I.  Jeho teorie byla v lékařských kruzích přijímána s nedůvěrou.
V roce 1630 Harvey na králův příkaz doprovázel mladého králova bratrance Jamese Stewarta, vévodu z Lennoxu na jeho cestě do zahraničí. Během tříleté cesty do Itálie přes Španělsko a Francii viděl bídu a hladomor způsobené válkou o Mantovské dědictví i epidemii moru. Po návratu do Anglie působil jako osobní lékař krále Karla I. a zůstal mu nablízku i během občanských válek. V roce 1642 jej následoval do Oxfordu, kde byl v roce 1645 jmenován správcem koleje Merton oxfordské univerzity. Po králově porážce se Harvey postupně stáhl z veřejného života a odešel do důchodu z nemocnice sv. Bartoloměje. Vrátil se do Londýna, střídavě žil u svých bratrů a většinu času trávil čtením obecné literatury. V roce 1651 v Amsterdamu vyšlo jeho další dílo O plození živočichů (Exercitationes de generatione animalum), na kterém pracoval mnoho let.  
William Harvey zemřel na krvácení do mozku 3. června 1657 v domě svého bratra Eliaba v Roehamptonu. Byl pohřben v kostele svatého Ondřeje v Hempsteadu v severním Essexu.

## Dílo
Téměř všechny jeho rukopisy byly ztraceny buď během občanské války, nebo při velkém požáru Londýna (1666).
V roce 1603 si do svých poznámek poznamenal, že „krev bez přestání proudí a obíhá dokola, a to v důsledku tlukotu srdce“. Bylo to úžasné pozorování, které zcela odporovalo Galénovým představám. Proč Harvey čekal s uveřejněním poznatku pětadvacet let? Protože jeho teorie protiřečila Galénovi, musel si být naprosto jistý, že má pravdu. V souladu s novým chápáním vědy založil získávání informací na experimentech. Celá léta trpělivě prováděl pokusy a pozorování. Pomocí stříkačky vstřikoval zvířatům do cév barviva. Později je pitval a studoval. Rozřezal jim srdce a studoval srdeční chlopně. Logickou úvahou vyvodil, že srdce čerpá krev, která obíhá v těle. Když konečně v roce 1628 publikoval své dílo Anatomické pojednání o pohybu srdce a krve, stal se terčem posměchu. Mnozí lékaři ho považovali za „potrhlého“ a jeho teorii za absurdní, nemožnou a škodlivou. Než však v roce 1657 zemřel, museli uznat, že měl pravdu. 
V roce 1616 objevil funkci krevního oběhu v těle člověka a v roce 1628 tento objev publikoval ve spisu Exercitatio Anatomica de Motu Cordis et Sanguinis in Animalibus (Anatomické cvičení o pohybu srdce a krve u zvířat). Zaměřil se na dva konkrétní jevy – srdeční pohyb a pohyb krve – a snažil se představit jejich radikálně nové vysvětlení. V tomto spisu zvrátil Galénovo tvrzení, že krev je vedena v žilách střídavě tam a zpět, kterým se řídili lékaři od starověku a dokázal svoje tvrzení, že tento pohyb nedovolují chlopně, které v žilách jsou, takže krev je vedena pouze jedním směrem a také to, že krev je pumpována do celého těla a cévami se vrací zpět. Byl tedy člověkem, který jako první popsal správně funkci krevního oběhu.
Harveyho práce Exercitationes de Generatione Animalium (Cvičení o plození živočichů), publikovaná v roce 1651, významně přispěla ke vzniku embryologie. Harvey byl první, kdo nejen popsal po sobě jdoucí fáze vývoje, ale přijal dynamický přístup. Podle Harveyho proces plození spočíval v přenosu nehmotné plodnosti spermatu, která se u lidí projevuje především v krvi, do mateřské hmoty. Embryo se pak vyvíjí autonomně, zpočátku prostřednictvím mezistádia vajíčka. Jeho doktrína omne vivum ex ovo (veškerý život pochází z vajíčka) byla prvním jednoznačným prohlášením proti myšlence spontánního plození. 

## Další ilustrace

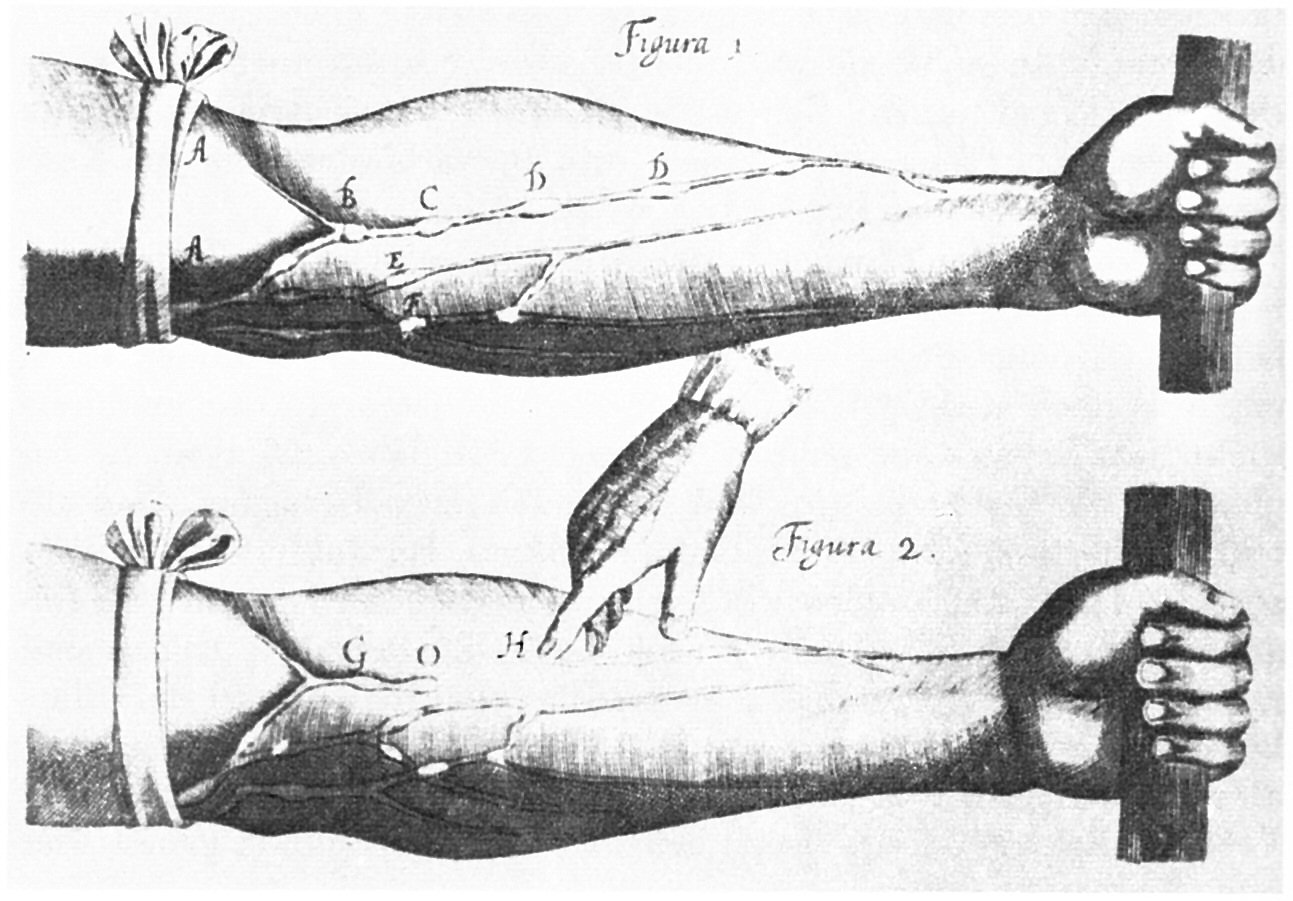
Harweyův nákres žil na ruce
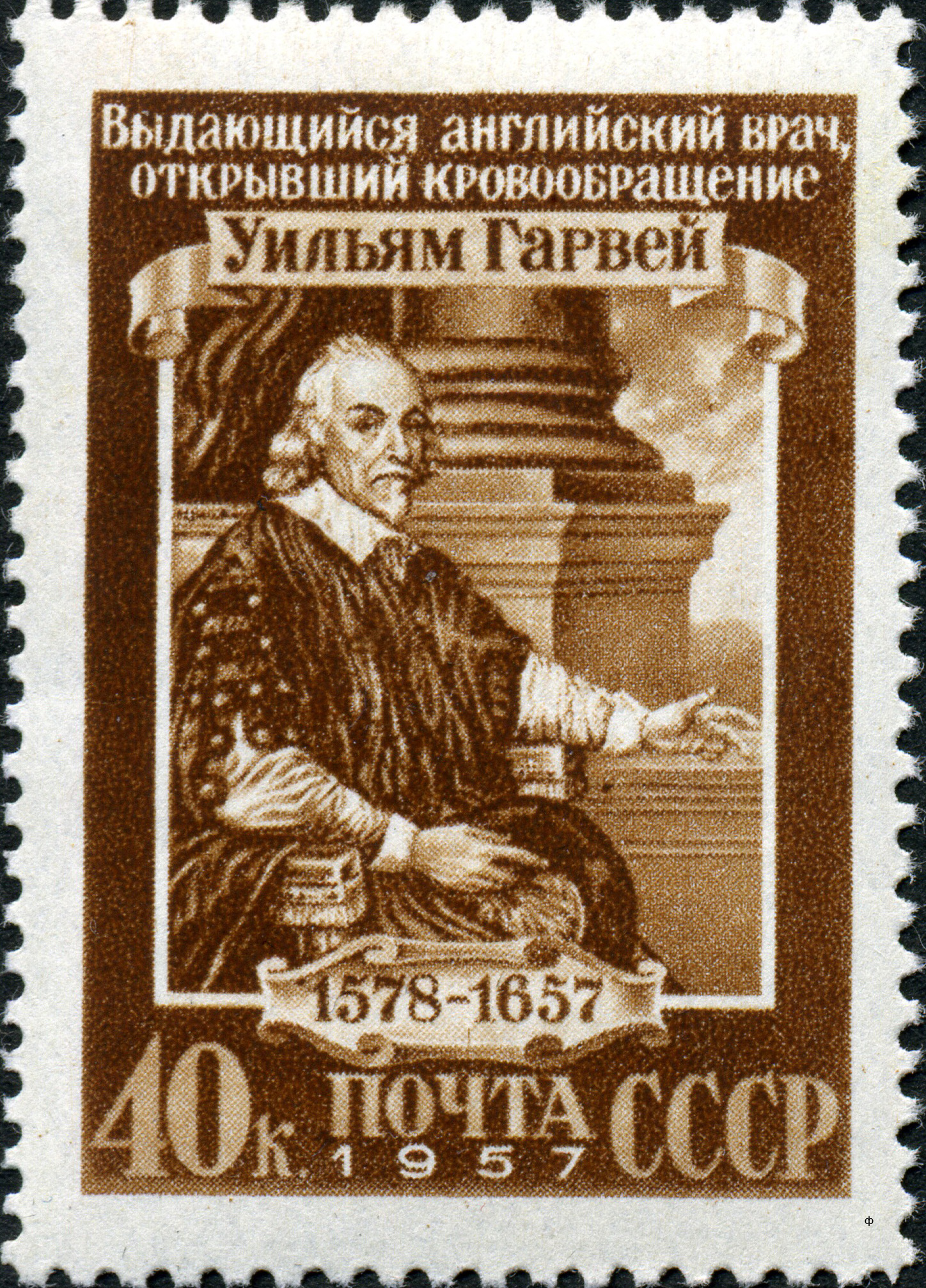
Sovětská známka k 300. výročí úmrtí
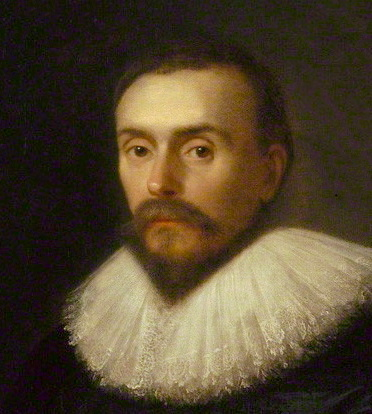
Portrét kolem roku 1627